# Рохтак (округ)
Рохтак (англ. Rohtak, в.-пандж. ਰੋਹਤਕ ਜ਼ਿਲਾ, хинди रोहतक ज़िला) — округ в индийском штате Харьяна. Образован в 1824 году. Административный центр и крупнейший город округа — Рохтак. По данным всеиндийской переписи 2001 года население округа составляло 940 128 человек. Уровень грамотности взрослого населения составлял 74,56 %, что выше среднеиндийского уровня (59,5 %).
Округ расположен к северо-западу от Дели. На севере он граничит с округами Джинд и Сонипат, на востоке — с округом Джаджар, на западе — с округами Хисар, Сирса и Бхивани.